# Karoline Næss
Karoline Næss, née le 24 juillet 1987 à Oslo, est une handballeuse norvégienne jouant au poste d'arrière gauche. Elle est vice-championne d'Europe en 2012.

## Palmarès

### Sélection nationale
- Championnat d'Europe de handball féminin
  -  finaliste du Championnat d'Europe 2012,  Serbie[3]